# قلعة يوانينا
قلعة يوانينا (باليونانية: Κάστρο Ιωαννίνων)‏: هي البلدة القديمة المحصنة لمدينة يوانينا في شمال غرب اليونان. يعود تاريخ الحصن الحالي إلى حد كبير إلى إعادة الإعمار في عهد علي باشا الألباني في أواخر الفترة العثمانية، ولكنه يضم أيضًا عناصر بيزنطية موجودة مسبقًا.

## اتس كالي
القلعة الجنوبية الشرقية، والمعروفة باسمها العثماني "اتس كالي Its Kale" (تفسير يوناني للكلمة التركية الملائمةiç Kale أي "القلعة")، تشكل في الأساس قلعة منفصلة داخل البلدة القديمة، وتغطي مساحة 30,000 متر مربع. تقليديًا، يُعزى تأسيسها إلى احتلال المدينة من قبل بوهيموند في 1082، الأثر البيزنطي الرئيسي لتلك الفترة، هو البرج الدائري الكبير الموجود في وسط القلعة، ويُعرف باسم برج بوهيموند. ولكن هنا أيضًا، كشفت الحفريات الأخيرة عن أسس العصر الهلنستي. تسجل المصادر الأدبية أنه في الفترة البيزنطية، كانت القلعة تضم مساكنأركون المدينة، بالإضافة إلى كاتدرائية تاكسيارخس وكنيسة المسيح ضابط الكل.
في عهد علي باشا الألباني، أعيد بناء "اتس كالي" بالكامل وأصبحت المقر الرئيسي للحاكم القوي. وهنا حيث بنى قصرهالسراي ابتداءً من 1788. تم وصف القصر من قبل الرحالة الأوروبيين، كمبنى كبير ومعقد من طابقين مع العديد من النوافذ؛ مما يوفر إطلالة ممتازة على بحيرة بامفوتيس. استمر القصر في العمل كمركز إداري للمدينة حتى 1870 عندما تم هدمه.